# Changko Corona
La Changko Corona è una struttura geologica della superficie di Venere.